# 迪士尼在線
迪士尼在線（Disney.com）是由迪士尼數位網絡經營的網站，華特迪士尼公司下的一個部門，致力於推廣各種迪士尼物業，如電影、電視節目和主題公園度假村，並提供面向兒童和家庭的娛樂內容。

## 外部連結
- Disney.com